# Monommata grandis
Monommata grandis är en hjuldjursart som beskrevs av Tessin 1890. Monommata grandis ingår i släktet Monommata och familjen Notommatidae. Arten är reproducerande i Sverige. Inga underarter finns listade i Catalogue of Life.